# Eleições legislativas portuguesas de 1934
As eleições legislativas portuguesas de 1934 foram realizadas no dia 16 de Dezembro, sendo eleitos os 100 deputados da Assembleia Nacional em lista única nacional. Foram as primeiras eleições legislativas realizadas na vigência da Constituição de 1933 e as primeiras desde 1925. A totalidade dos deputados eleitos pertence à União Nacional. Votaram na lista única 377 792 eleitores (79,0%) de um total de 588 957 inscritos.
O novo parlamento iniciou a sessão em 10 de janeiro de 1935 e manteve-se em funções até ao termo do mandato de quatro anos em 1938.

## Resultados eleitorais
| Partido                 | Partido                 | Votos   | %    | Deputados |
| ----------------------- | ----------------------- | ------- | ---- | --------- |
|                         | União Nacional          | 377 792 | 79,0 | 100 / 100 |
| Votos Inválidos         | Votos Inválidos         | 100 329 | 21,0 |           |
| Total                   | Total                   | 478 121 | 100  | 100       |
| Eleitorado/Participação | Eleitorado/Participação | 588 957 | 80,2 |           |